# Line Gyldenløve Kristensen
Line Gyldenløve Kristensen (født. 17. april 1987) er en kvindelig dansk håndboldspiller, der spiller som playmaker for Bjerringbro FH i den bedste kvindelige håndboldrække, Damehåndboldligaen.
Udover at spille tophåndbold i 1. division, har hun også deltaget ved et utal af EM- og VM-slutrunde i strandhåndbold, hvor hun har repræsenteret Danmark. I 2019 var hun med til at guld for Danmark ved World Beach Games i Doha. Ligeledes vandt hun også EM-guld ved EM i strandhåndbold 2019 i Polen, efter sejr i finalen over Ungarn. Hun står pr. februar 2025 noteret for 122 beachlandskampe og 1225 mål. Hun var den første danske spiller til at nå både 100 kampe og 1000 point for det danske strandhåndboldlandshold.
Hun er desuden blevet kåret som Årets Kvindelige 1. divisionsspiller to gange, i sæsonerne 2018/19 og 2020/21. Hun var desuden den mest scorende spiller i 1. division i 2020-21 med i 163 mål, næstmest i 2018/19 og 2017-18 med henholdsvis 144 og 163 mål.
I 2022/23-sæsonen sikrede hun sammen med Bjerringbro FH oprykning til Damehåndboldligaen. Her besluttede Gyldenløve at tage endnu en sæson, denne gang i landets bedste kvindelige række, hvor hun et år senere også blev den samlede topscorer i ligaen med 173 mål.

## Udenfor håndboldbanen
Siden 2022 har hun siddet i bestyrelsen for Håndbold Spiller Foreningen.